# Linia trolejbusowa Niederschöneweide – Johannisthal
Linia trolejbusowa Niederschöneweide – Johannisthal (niem. Gleislose Bahn Niederschöneweide–Johannisthal) – nieistniejąca już linia trolejbusowa, która łączyła gminy Niederschöneweide i Johannisthal (współcześnie dzielnice Berlina). Był to drugi po Elektromote system trolejbusowy na terenie dzisiejszego Berlina.

## Historia
Na początku 1904 roku przedsiębiorstwo Berliner Ostbahnen ubiegało się o koncesję na budowę i obsługę linii trolejbusowej łączącej dworzec Niederschöneweide-Johannisthal (dziś: Berlin-Schöneweide) z gminą Johannisthal. Zamierzenie wsparł macierzysty koncern AEG. Na początku sierpnia tego samego roku zawarto umowę między Berliner Ostbahnen, AEG i gminą Johannisthal. Umowa obejmowała uruchomienie linii w ciągu następnych czterech miesięcy i pozwolenie na obsługę linii do 31 grudnia 1949 roku.
Linię otwarto w listopadzie 1904 (według innego źródła 5 grudnia 1904). Zasilanie energią elektryczną z sieci trakcyjnej odbywało się zgodnie z systemem Stolla, tj. za pomocą toczącego się po przewodach wózeczka. Konstrukcja sieci nie pozwalała na bezpośrednie wyminięcie pojazdu jadącego z naprzeciwka, dlatego w takim przypadku konieczne było zatrzymanie trolejbusów i zamiana wózeczków między nimi. Operatorem systemu były Berliner Ostbahnen. Pokonanie trasy o długości 2 km zajmowało trolejbusom 8 minut, co odpowiadało średniej prędkości 15 km/h. Częstotliwość kursowania była równa 30 minut.

## Tabor
Tabor stanowiły pojazdy członowe z dwuosiową kabiną i jednoosiową naczepą, przy czym istniały dwa rodzaje tych ostatnich: naczepy pasażerskie z 16 miejscami i naczepy do przewozu towarów. Napięcie zasilania było równe 500 V prądu stałego, a maksymalne natężenie prądu 12 A. Do napędu służył silnik podwójny o mocy 9 KM. Przy przełożeniu 1:5 osiągano prędkość maksymalną 18 km/h przy nachyleniu drogi wynoszącym 2,5%. Nastawnik jazdy z pięcioma stopniami szeregowymi, trzema równoległymi i pięcioma stopniami hamowania był zamontowany pod siedzeniami i obsługiwany za pomocą dźwigni znajdującej się obok siedzenia kierowcy. Pojazdy miały łącznie cztery hamulce, z których trzy działały na kabinę, a jeden na przyczepę.
Niska moc pojazdów oraz ich nietypowa konstrukcja doprowadziły do zawieszenia ruchu po nieco ponad trzech miesiącach, 4 lutego 1905 roku. Początkowo planowano ponowne uruchomienie linii z trolejbusami o większej mocy, ale ponieważ badania nie wykazały rentowności linii, nie zdecydowano się na ten krok.